# باتومس (أركنساس)
باتومس (بالإنجليزية: Patmos, Arkansas)‏ هي بلدة أمريكية تقع في الولايات المتحدة في مقاطعة هيمبستيد، أركنسو. يقدر عدد سكانها بـ 61 نسمة ومساحتها 0.3 كم2 وترتفع عن سطح البحر 100 متر.